# Teesdale
Teesdale – były dystrykt w hrabstwie Durham w Anglii. W 2001 roku dystrykt liczył 24 457 mieszkańców.

## Civil parishes
- Barforth, Barnard Castle, Barningham, Bolam, Boldron, Bowes, Brignall, Cleatlam, Cockfield, Cotherstone, Eggleston, Egglestone Abbey, Etherley, Evenwood and Barony, Forest and Frith, Gainford, Gilmonby, Hamsterley, Headlam, Hilton, Holwick, Hope, Hunderthwaite, Hutton Magna, Ingleton, Land common to Hamsterley, Lynesack and Softley and South Bedburn, Langleydale and Shotton, Langton, Lartington, Lunedale, Lynesack and Softley, Marwood, Mickleton, Middleton in Teesdale, Morton Tinmouth, Newbiggin, Ovington, Raby with Keverstone, Rokeby, Romaldkirk, Scargill, South Bedburn, Staindrop, Startforth, Streatlam and Stainton, Wackerfield, Westwick, Whorlton, Winston, Woodland i Wycliffe with Thorpe[2].